# 大谷吉治
大谷 吉治（おおたに よしはる）は、安土桃山時代から江戸時代前期にかけての武将。大谷吉継の子（一説には弟）。諱は吉胤（よしたね）や吉勝（よしかつ）などもある。官位は大学助。子に吉之。真田信繁は義理の兄にあたる。

## 生涯
慶長2年（1597年）9月24日、豊臣秀吉や徳川家康らが伏見の大谷吉継邸を訪問した時は、病状の悪化した吉継の代わりに饗宴の対応を務めた。そして、この饗応の目的が､吉継の後継者として大学助をお披露目することにあったことも明らかである。
慶長3年（1598年）、秀吉が死去すると、形見分けとして「鐘切りの刀」を受け取る。
慶長4年（1599年）、家康の命令で、失脚していた石田三成の内衆と共に越前表に出兵している。
慶長5年（1600年）の関ヶ原の戦いでは吉継と共に西軍に与し、北陸で前田勢を足止めした後、関ヶ原に移動。小早川秀秋の軍勢が西軍を裏切り、大谷隊はその攻撃を受けて奮戦するが、部隊は壊滅して父の吉継は自害した。吉治は敦賀に落ち延び再起を期そうとしたが、敦賀城の留守居も不穏な動きをしたため断念し、大坂に落ち延びたと軍記類に記されている。 
慶長19年（1614年）、大坂の陣が起こると招きに応じて大坂城に入城。吉治は豊臣方から100名の兵士を担当する隊長に任命されたという。
慶長20年（1615年）5月、道明寺の戦いに参加した。天王寺・岡山の戦いでは、真田信繁隊と前線で戦うが、越前福井藩の松平忠直軍との戦闘中、忠直家老の本多富正の配下により討たれ、戦死した。

## 子孫
戦後、子の吉之は帰農したとされる。なお、異説によると長男は大谷吉刻といい、元和6年（1620年）に桓武平氏に連なる大谷氏の家系を記したとされ、子孫家に立花家からの文書、吉継の甥僧祐玄が持ち去った吉継の首を包んだ片袖の唐草あやし紋の布があるなどと伝わるが、大友家には桓武平氏大谷姓を名乗る家臣は発見されていないことなどから、信憑性は低いとされている。
吉治を討取った福井藩は戦後、吉治の甥の大谷重政を召し抱えた。

## 吉継の実子か養子か、弟か
吉治の豊臣政権下における史料は少なく、政権末期と大坂の陣にその存在が示されるくらいである。吉治は吉継の嫡男との説が有力で、この場合は生年は天正8年（1580年）前後であるとされる。ただし、西笑承兌は吉治を吉継の実弟で長男扱いの養子としており、慶長2年9月24日条では秀吉の大谷屋敷御成りを「養子大学介舎弟其外長男衆78人」と記している。また大坂の陣に参加した土屋知貞は吉治の年齢を「50歳計り」と記録している。吉継が存命していても60歳前後であるので吉治が50歳というのは実子として説明がつかず、弟か養子の可能性がある。ただし、土屋は大坂の役は関東方の武将であり、勘違いか信憑性の疑問などもある。

## 関連作品
- 『関ヶ原群雄伝』（学研歴史群像新書）智本光隆　　大谷吉勝（吉治）を主人公としたシミュレーション戦記。